# Bayahibe
 (septembre 2019).
Si vous disposez d'ouvrages ou d'articles de référence ou si vous connaissez des sites web de qualité traitant du thème abordé ici, merci de compléter l'article en donnant les références utiles à sa vérifiabilité et en les liant à la section « Notes et références ».
Bayahibe est une petite station balnéaire de République dominicaine de la province de La Altagracia, située à 10 kilomètres à l'est de La Romana.
À l'origine il s'agit d'un village de pêcheurs qui s'est transformé au fil des années en station touristique avec la construction de complexes all-inclusive à Dominicus, à 4 km du village.
Bayahibe est le point de départ des excursions à l'île Saona.
Le village connait une activité intense lors de l'arrivée des touristes, puis retrouve son calme.

## Économie
La principale ressource de Bayahibe est le tourisme avec la station balnéaire de Dominicus et ses hôtels all-inclusive, les excursions aux Îles Saona et Catalina.

## Tourisme
C'est une station balnéaire de taille raisonnable avec six complexes all-inclusive, un à côté du village et les cinq autres sont à Dominicus, quelques petits hôtels, résidences et villas, essentiellement à Dominicus qui est la partie neuve et la plus touristique. De nombreux étrangers y vivent à l'année.
Le village de Bayahibe possède sa plage publique ainsi que Dominicus, la plage de la Laguna.